# Paróquia Nossa Senhora da Conceição (João Monlevade)
A Paróquia Nossa Senhora da Conceição é uma circunscrição eclesiástica católica brasileira sediada no município de João Monlevade, no interior do estado de Minas Gerais. Faz parte da Diocese de Itabira-Fabriciano, estando situada na Região Pastoral II. Sua construção foi iniciada no ano de 1948 e oficialmente criada no dia 25 de dezembro de 1959.